# Батальйон поліції «Київ-1»
Батальйон поліції «Київ-1» — перший батальйон полку поліції особливого призначення «Київ» ГУНП у місті Києві.

## Історія створення
За словами командира батальйону Віталія Сатаренка формування батальйонів патрульної служби міліції особливого призначення розглядалася як один зі способів залучити соціально активних та патріотично налаштованих громадян до забезпечення правопорядку в державі, у тому числі — на Сході України. Саме тоді керівництвом МВС було прийняте рішення про формування підрозділів патрульної служби особливого призначення. Штат батальйону було визначено у 300 осіб, а формування відбувалося за рахунок добровольців. На службу до батальйону міг вступити будь-який громадянин, який пройшов медичний та початковий відбір. Крім того, на службі у лавах підрозділу могли поновитися звільнені раніше на пенсію працівники органів внутрішніх справ, а також військовослужбовці та офіцери запасу зі збереженням права отримання раніше призначеної пенсії.
Станом на початок червня 2014 року до лав батальйону було прийнято 150 новобранців, серед яких є також жінки.
В середині листопада 2014 року було заявлено про створення у складі спецпідрозділу штурмової роти «Тінь», до якої увійдуть найкращі 30 бійців, які були в АТО, та обмежена кількість новобранців з тих, хто найкраще себе проявить. Рота залучатиметься до дій лише в екстрених ситуаціях і випадках. Тренування відбуватимуться на власноруч облаштованій базі. Перший курс підготовки триває 10 днів. Наступний етап навчання розпочнеться через місяць-півтора.

## Формений одяг
Формений одяг бійців батальйону було придбано на кошти спонсорів, однак на ньому розміщено розпізнавальні знаки, що свідчать про належність до структури МВС України.

## Діяльність
Після протистояння у Одесі 2 травня 2014 року бійці батальйону прибули до Одеси для участі в охороні громадського порядку. За словами Міністра внутрішніх справ України Арсена Авакова рішення про відправлення батальйону до Одеси було ухвалено з урахуванням того, що частину особового складу батальйону становили вихідці з цього міста, які висловили бажання вирушити на допомогу місцевим правоохоронцям у боротьбі з проявами сепаратизму.
За інформацією МВС України бійці батальйону несли службу як у самій Одесі, так і на території Одеської області, зокрема, запобігли спробі можливого штурму будівлі обласної адміністрації.
Починаючи з червня 2014 року батальйон приступив до охорони громадського порядку у середмісті Києва, зокрема, забезпечував охорону будівель органів державної влади.
23 червня 2014 року на базі Київського училища професійної підготовки працівників міліції відбувся черговий випуск бійців новоствореного батальйону патрульної служби міліції особливого призначення «Київ — 1», під час якого присягу на вірність українському народу склали 20 новобранців батальйону.
1 липня 2014 року основна частина бійців батальйону вирушила на схід України для участі у Антитерористичній операції на Донбасі. За повідомленням пресслужби МВС України, бійці спецпідрозділу матимуть широке коло завдань, зокрема, забезпечуватимуть охорону блокпостів та інших об'єктів. Частина новобранців, які нещодавно увійшли до складу батальйону, залишатимуться на тренувальній базі під Києвом для проходження додаткових навчань, які включатимуть долання смуги перешкод, тренування зі стрільби, та найближчим часом також будуть передислоковані на схід.
4 липня батальйон у складі сил АТО брав участь у звільненні від терористів міста Миколаївка Донецької області, продемонструвавши добру бойову підготовку.
6 липня 2014 року бійці батальйону оголосили «полювання» на ватажка терористів Ігоря Гіркіна-«Стрєлка» з метою притягнення його до відповідальності.
8 липня вісьмох бійців батальйону, які особливо відзначилися під час звільнення Слов'янська, було нагороджено іменними годинниками. Нагороду вручив Міністр внутрішніх справ України Арсен Аваков на площі перед Слов'янською міською радою.
15 липня 2014 року бійці батальйону затримали та забезпечили транспортування до міста Ізюм секретаря Слов'янської міської ради Олександра Самсонова, якому інкримінується створення непередбачених законом воєнізованих або збройних формувань.
На початку серпня 2014 бійці батальйону забезпечували охорону громадського порядку у місті Слов'янськ.
Також бійці спецбатальйону забезпечують охорону громадського порядку у середмісті Києва, зокрема, на Майдані Незалежності.
7 серпня 2014 року під час спроби комунальними службами міста Києва прибрати барикади на Майдані Незалежності, бійці батальйону «Київ-1» забезпечували охорону громадського порядку. Під час зіткнень з особами, які називали себе представниками «самооборони», деякі бійці батальйону отримали травми.
21 серпня 2014 під час несення служби бійці батальйону виявили і знешкодили біля Слов'янська блокпост бойовиків так званої «ДНР» та затримали одного з терористів.
31 серпня батальйону доручено охороняти від можливого захоплення терористами Святогірськ.
4 вересня вночі в результаті обстрілів із установок «Смерч» знищено базовий табір батальйону у місті Дмитрівка Луганської області, є загиблі, знищено техніку — із 5 бронетранспортерів лишилося 2 — повідомив заступник командира батальйону підполковник Антон Шаповал. Після цього командир батальйону вирішив відвести бійців із Луганська — це були останні українські сили в місті.
14 вересня супроводжував колону медиків з Києва в зону проведення АТО.

## Командування
- (2014) капітан поліції Сатаренко Віталій Володимирович[26]

Заступник командира полку
- (2014) капітан поліції Бакай Сергій Анатолійович

Заступник командира полку з кадрового забезпечення
- (2014) підполковник поліції Горбенко Віталій Васильович

## Цікаві факти
У складі батальйону «Київ-1» проходив службу добровольцем син Міністра внутрішніх справ України Арсена Авакова — Олександр Аваков.